# Pachyneuron anthomyiae
Pachyneuron anthomyiae är en stekelart som beskrevs av Howard 1885. Pachyneuron anthomyiae ingår i släktet Pachyneuron och familjen puppglanssteklar. Inga underarter finns listade i Catalogue of Life.